# Zeuxidia excelsa
Zeuxidia excelsa är en fjärilsart som beskrevs av Rothschild 1916. Zeuxidia excelsa ingår i släktet Zeuxidia och familjen praktfjärilar. Inga underarter finns listade i Catalogue of Life.